# Kristoffer Kreutzmann
Kristoffer Peter Kristen Kreutzmann (* 29. Januar 1867 in Kangaamiut; † 16. März 1942 in Nuuk) war ein grönländischer Künstler.

## Leben
Kristoffer Kreutzmann war der Sohn des Künstlers Jens Frederik Kreutzmann (1828–1899) und seiner Frau Charlotte Amalia Sommer (1837–1898). Zu seinen Brüdern gehörte der Künstler Johannes Kreutzmann (1862–1940). Er heiratete am 14. Juni 1886 in Kangaamiut in erster Ehe Lise Marie Birthe Møller (1865–1931), Tochter von Hans Lars Møller und Elisabeth Stine. Nach ihrem Tod heiratete er in zweiter Ehe am 3. Mai 1936 in Nuuk Kristiane Regine Birgitte Lorentzen (1903–?), Tochter von Malakias Lorentzen und Dorothea.
Kristoffer Kreutzmann war Robbenjäger in Kangaamiut, hatte aber durch seinen Vater auch Kontakt mit dem Zeichnen bekommen. Als der schwedische Maler Ossian Elgström 1915 Kangaamiut besuchte, schenkte Kristoffer Kreutzmann ihm ein Buch mit Illustrationen zum Leben Habakuks. Elgström war von seinem Sinn für Farben begeistert und veröffentlichte die Zeichnungen. Kristoffer Kreutzmann illustrierte auch andere grönländische Erzählungen. Daneben malte er auch Aquarelle. Er wird gelegentlich mit seinem gleichnamigen Onkel verwechselt.